# Politikens Undervisningspris
Politikens Undervisningspris er en pris, som uddeles af Politiken i samarbejde med Villum Fonden, som er en del af The Velux Foundations. Fra 2013-2019 blev prisen uddelt i samarbejde med Lundbeckfonden.
Prisen har til formål at hylde danske lærere fra grundskolen, gymnasiet og erhvervsskolerne og skabe opmærksomhed omkring den gode underviser.
Elever, forældre, rektorer, skoleledere, kolleger og alle andre kan indstille deres kandidat, som både kan være en enkeltperson eller et lærerteam.
To faglige paneler med uvildige eksperter finder frem til vinderne fra henholdsvis grundskolen og ungdoms- og erhvervsuddannelserne. Panelerne vil fokusere på faglighed i undervisningsmetoder. Derfor sidder tidligere vindere af Politikens Undervisningspris også med i dommerpanelerne.

## Dommerpanel 2023

### Panelet for grundskoler
- Louise Klinge, skoleforsker og skolekonsulent ph.d.
- Lise Tingleff Nielsen, chef for grundskoleområdet på EVA – Danmarks Evalueringsinstitut
- Helle Plauborg, lektor på DPU – Danmarks institut for Pædagogik og Uddannelse og forsker i klasseledelse
- Lærer Karina Smed, Grundskolernes hovedprisvinder i 2020, underviser på Skolecenter Hirtshals
- Bernhard Aagaard Lindqvist, 14 år, går i 8. klasse, Vesterbro Ny Skole

### Panelet for ungdomsuddannelser
- Anne Sophie Madsen, Områdechef for ungdomsuddannelse, Danmarks Evalueringsinstitut (EVA)
- Katja Munch Thorsen, uddannelsesdirektør på KEA – Københavns Erhvervsakademi og tidligere vicedirektør på Københavns Professionshøjskole, Professionshøjskolen UCC og Danmarks Evalueringsinstitut
- Camilla Hutters, leder ved Nationalt Center for Erhvervspædagogik, Københavns Professionshøjskole
- Jack Hauch Brask, Erhvervsskolernes hovedprisvinder i 2022, underviser i gastronomi på ZBC Slagelse
- Linus Matti, går i 1.g på Sankt Annæ Gymnasium.

## Prismodtagere
Politikens Undervisningspris 2023 afholdes i Pressen i Politikens Hus tirsdag den 16. maj 2023.
Der uddeles i alt ni priser: Tre hovedpriser og seks særpriser, fordelt på de tre kategorier: grundskole, gymnasier og erhvervsskolerne.
Hovedprisen er på 75.000 kroner og særprisen er på 25.000 kroner.

### 2022
Vinderne dette år var:
Grundskolen
- Hovedprisvinder: Karina Smed, underviser i dansk, håndværk og design, madkundskab, historie, idræt og naturteknik på på Skolecenter Hirtshals
- Særprisvinder: Per Vafai-Blom, Louise Hesselholt og Torben Bo Sørensen, undervisere på Høje-Taastrup Ungdomsskole
- Særprisvinder: Jeanette Reynolds, underviser på Specialskolen Lolland

Erhvervsuddannelserne
- Hovedprisvinder: Jack Hauch Brask, underviser på Kokke- og Tjenerskolen ZBC Slagelse
- Særprisvinder: Steve Jørgensen, underviser i programmering på TEC Ballerup
- Særprisvinder: Grethe Overby, der underviser i virksomhedsøkonomi, afsætning og markedskommunikation på Aalborg Handelsskole

Gymnasiale uddannelser
- Hovedprisvinder: John Toldsted, underviser i dansk, religion og oldtidskundskab på Det Frie Gymnasium
- Særprisvinder: Jeanne Casna Friis, underviser i dansk og psykologi på HF & VUC FYN
- Særprisvinder: Miriam Hejlskov, underviser i matematik på Tietgen Handelsgymnasium.

### 2021
Vinderne dette år var:
Grundskolen
- Hovedprisvinder: Christian Lund, underviser i matematik og natur/teknik på Tallerupskolen i Tommerup Stationsby.
- Særprisvinder: Maria Frandsen, Mikkel Beckmann og Søren Højland, lærerteam på Stengård Skole
- Særprisvinder: Steven Mogensen, underviser i matematik, historie, biologi, idræt og håndværk på Peterskolen i Rønne

Erhvervsuddannelserne
- Hovedprisvinder: Line Goul Stoffer, underviser i automatik på Mercantec i Bjerringbro og Viborg
- Særprisvinder: Frank Tandrup Andersen, underviser i netværk, server og hardware på ZBC Vordingborg
- Særprisvinder: Mogens Nielsen, underviser i handel og innovation på NEXT Uddannelse København i Ballerup

Gymnasiale uddannelser
- Hovedprisvinder: Susanne Thorhauge, underviser i latin og oldtidskundskab på Ingrid Jespersens Gymnasieskole
- Særprisvinder: Khalil Raslan Mashinesh, underviser i matematik på U/NORD Teknisk Gymnasium i Hillerød
- Særprisvinder: Janus Lylloff og Rasmus Thoft Pedersen, undervisere i matematik, fysik og kemi på Mulernes Legatskole i Odense.

### 2020
Vinderne dette år var:
Grundskolen
- Hovedprisvinder: Susanne Christensen, underviser i dansk på Baltorpskolen i Ballerup.
- Særprisvinder: Morten Alsing, underviser i matematik og teknik på Molsskolen
- Særprisvinder: Lars Malling, underviser i matematik, historie og idræt på Egholmskolen i Vallensbæk

Erhvervsuddannelserne
- Hovedprisvinder: Jennie Petra Nielsen, underviser på Social- og Sundhedsskolen Fyn i Odense
- Særprisvinder: Jørgen Rousing Jørgensen, underviser kommende industrioperatører på erhvervsskolen Tradium i Randers
- Særprisvinder: Christer Stoltz, underviser i virksomhedsøkonomi på Niels Brock EUX Business i København

Gymnasiale uddannelser
- Hovedprisvinder: Frits Edslev, underviser i kemi og matematik på Next Vibenhus Gymnasium
- Særprisvinder: Tony Søndergaard Andersen, underviser i dansk på Odense Katedralskole.
- Særprisvinder: Rikke Taber Graverholt, underviser i tysk og dansk på Aalborg Katedralskole.

### 2019
Vinderne dette år var
Grundskolen
- Hovedprisvinder: Mette Kirkegård-Kjær, underviser i dansk og engelsk, Hjallerup Skole, 9320 Hjallerup
- Særprisvinder: Dorthe Deurmann, underviser i dansk, madkundskab, historie og engelsk, Øhavsskolen, 5600 Faaborg
- Særprisvinder: lærerteamet Annette Mains Bastholm, Britt Østergaard og Cecilie Krahl Larsen, Hanssted Skole, 2500 Valby

Erhvervsuddannelserne
- Hovedprisvinder: Kristian Nissen Arlet, kokkeuddannelsen på ZBC Slagelse (Selandia), 4200 Slagelse
- Særprisvinder: Finn Sønnik Nielsen, Mercantec, HCA afdeling, 8800 Viborg
- Særprisvinder: Tine Drud Jensen, onlineunderviser i erhvervsuddannelser, EUD Online, Niels Brock, 1358 København K

Gymnasiale uddannelser
- Hovedprisvinder: Brian Saugberg, underviser i dansk og historie, Mariagerfjord Gymnasium, 9500 Hobro
- Særprisvinder: Gitte Iversen, underviser i matematik, NEXT Sukkertoppen Gymnasium, 2500 Valby
- Særprisvinder: Lars Bo Jensen, underviser i mediefag og samfundsfag, Kolding HF og VUC, 6000 Kolding

### 2018
Vinderne dette år var:
Grundskolen
- Hovedprisvinder, Helle Houkjær, underviser i naturfag, matematik, fysik og kemi, Krogårdskolen, 2670 Greve
- Særprisvinder, Gro Caspersen, underviser i fransk og dansk som andetsprog, Nymarkskolen, 5700 Svendborg
- Særprisvinder, Vibeke Greby Schmidt, underviser i matematik, engelsk og fransk, Bavnehøj Skole, 2450 København SV

Erhvervsuddannelserne
- Hovedprisvinder, Anders Rishøj, underviser i IT, afsætning og samfundsfag, EUC Nord, 9800 Hjørring
- Særprisvinder, Kim Kjærside, uddanner motorcykel- og cykelmekanikere, Technical Education Copenhagen – Hvidovre, 2650 Hvidovre
- Særprisvinder, Tommy Schmidt, underviser i VVS, Technical Education Copenhagen – Gladsaxe, 2860 Søborg

Gymnasiale uddannelser
- Hovedprisvinder, Astrid Trier Mørk, underviser i dansk og filosofi, Solrød Gymnasium, 2680 Solrød Strand
- Særprisvinder, Rasmus Lundby, underviser i samfundsfag, Aalborg Katedralskole, 9000 Aalborg
- Særprisvinder, Lasse Seidelin Bendtsen, underviser i fysik, Borupgaard Gymnasium, 2750 Ballerup

### 2017
Vinderne dette år var:
Grundskolen
- Hovedprisvinder, Mette Petersen, underviser i dansk og idræt, Lillevang skole - afdeling Lillerød, 3450 Lillerød
- Særprisvinder, Kim Lynbech, underviser i samfundsfag, kristendom, historie, matematik og musik, Søhus Skolen, 5270 Odense
- Særprisvinder, Morten Jakobsen og Francis Nørgaard Jensen, udvikling af robotter til undervisning af elever med særlige behov, Skolen ved Nordens plads, 2000 Frederiksberg

Erhvervsuddannelserne
- Hovedprisvinder, Pernille Kudsk Schmidt, SOSU-underviser, Social- og sundhedsskolen, 8700 Horsens
- Særprisvinder, Mette Kronborg Laursen, eventkoordinator-underviser, International Business College – Innovationsfabrikken, 6000 Kolding
- Særprisvinder, Louis Tonny Hansen, underviser på VVS-linjen, U/Nord Hillerød, 3400 Hillerød

Gymnasiale uddannelser
- Hovedprisvinder, Brian D. Egede Pedersen, underviser i engelsk, Nykøbing Katedralskole, 4800 Nykøbing Falster
- Særprisvinder, Martin Lærkes, underviser i billedkunst og er studievejleder, Gladsaxe Gymnasium, 2860 Søborg
- Særprisvinder, Timothy Henrik Wille-Jørgensen, underviser i matematik og fysik, Silkeborg Gymnasium, 8600 Silkeborg

### 2016
Vinderne dette år var:
Grundskolen
- Hovedprisvinder, Carina Forsberg Nielsen, underviser i historie, Ingrid Jespersens Gymnasieskole, 2100 København Ø
- Særprisvinder, Irene Vester Petersen, underviser i dansk, Lille Værløse Skole, 3500 Værløse
- Særprisvinder, Loris El-Haj, underviser i modtagerklasser, Sletten Skole Otterup, 5450 Otterup

Erhvervsuddannelserne
- Hovedprisvinder, Lars Ulrich Mortensen, underviser i samfundsfag, dansk og praktikparathed, Niels Brock Copenhagen Business College, 1358 København K
- Særprisvinder, Solveig Guldberg Nielsen, underviser i bygningsmaler, Mercantec, 8800 Viborg
- Særprisvinder, Søren Birch, underviser i tømreruddannelsen, Svendborg Erhvervsskole, 5700 Svendborg

Gymnasiale uddannelser
- Hovedprisvinder, Sanne Zillo Rokamp, underviser i oldtidskundskab og dansk, Rungsted Gymnasium, 2960 Rungsted Kyst
- Særprisvinder, Ulla Stampe Jakobsen, underviser i matematik og idræt, Herlev Gymnasium og HF, 2730 Herlev
- Særprisvinder, Morten Rimmen Petersen, underviser i matematik og kemi, NEXT Sukkertoppen Gymnasium, 2500 Valby

### 2015
Vinderne dette år var:
Grundskolen
- Hovedprisvinder, Vini Bahl Hansen, underviser i matematik, Brobyskolerne, 5672 Broby
- Særprisvinder, Heidi Petersen, underviser i dansk og engelsk, Distriktsskole Ølstykke - afdeling Toftehøjskolen, 3650 Ølstykke
- Særprisvinder, Tine Mortensen, underviser i matematik og engelsk, 10'ende, UngFredericia, 7000 Fredericia

Erhvervsuddannelserne
- Hovedprisvinder, Nicolas 'Nico' Fischer, byggemontagetekniker-underviser, Roskilde Tekniske Skole, 4000 Roskilde
- Særprisvinder, Allan Mølgaard, Underviser på struktøruddannelsen, Mercantec, 8800 Viborg
- Særprisvinder, Team SOSU – Lærerteam med Anni Nedergaard Gerdsen, Hanne Ravn, Else Jøker Pihl og Henning Juul Rasmussen, undervisere i dansk, samfundsfag, områdefag og naturfag på grundforløb for internationale elever, SOSU Østjylland – Silkeborg, 8600 Silkeborg

Gymnasiale uddannelser
- Hovedprisvinder, Kasper Pagh Ditlevsen, underviser i historie og samfundsfag, Maribo Gymnasium, 4930 Maribo
- Særprisvinder, Ryan Svensson, underviser i matematik, NEXT Sukkertoppen Gymnasium, 2500 Valby
- Særprisvinder, Annette Nyvad, underviser i fysik og kemi, Kolding Gymnasium, 6000 Kolding

### 2014
Vinderne dette år var:
Grundskolen
- Hovedprisvinder, Mette Teglers, Underviser i dansk og historie, Søndermarkskolen, 2000 Frederiksberg
- Særprisvinder, Hans Kristian ”HK” Beldring, underviser i samfundsfag, historie, kristendom og geografi, Sjølundsskolen, 4700 Næstved
- Særprisvinder, Rikke S. Hørning, Thomas B. Frandsen og Kristina T. Vesterholm, undervisere i alle klassens fag, Gedved skole, 8751 Gedved

Erhvervsuddannelserne
- Hovedprisvinder, Kristoffer Stauning Truelsen, underviser i erhvervsøkonomi og samfundsfag, Niels Brock Copenhagen Business College, 1358 København K
- Særprisvinder, Tom Bruhn, snedkerfaglærer, NEXT – Uddannelse København, tømrer, snedker, boligmontering, EUX, 2610 Rødovre
- Særprisvinder, Jette Vinther Christensen, underviser i tekniske erhvervsuddannelser generelt, EUC Nordvest, 7700 Thisted

Gymnasiale uddannelser
- Hovedprisvinder, Henning Bjarne Afzelius, underviser i matematik, fysik og astronomi, Nørre Gymnasium, 2700 Brønshøj
- Særprisvinder, Lene Ipsen, underviser i historie og oldtidskundskab, Aarhus Katedralskole, 8000 Aarhus
- Særprisvinder, Esbern Johnsen, underviser i samtidshistorie og engelsk, Niels Brock Copenhagen Business College, 1358 København K

### 2013
I 2013 var der en 1., 2. og 3. plads fordelt på to kategorier. Gymnasium og erhvervsskoler var slået sammen.
I alt blev der uddelt seks priser.
Grundskolen
- 1. plads: Lærerteamet Sofie Dich Hermann og Iben Sass Büchert, undervisere i dansk, matematik idræt, natur, teknik og musik, Herstedlund Skole, 2620 Albertslund
- 2. plads: Lone Møller Mikkelsen, underviser i dansk, Hjallerup skole, 9320 Hjallerup
- 3. plads: Martin Holst, underviser i dansk, historie og samfundsfag, Deutsche Nachschule Tingleff, 6360 Tinglev

Ungdomsuddannelserne
- 1. plads: Rudi Lauridsen, underviser i idræt, Sct. Knuds Gymnasium, 5230 Odense
- 2. plads: Jes Uldal, underviser på snedkerlinjen, NEXT Nørrebro, 2400 København NV
- 3. plads: Pia Møller Jensen, underviser i matematik og fysik, Egaa Gymnasium, 8250 Egaa